# Annus qui hunc
Annus qui hunc  è una enciclica di papa Benedetto XIV, datata 19 febbraio 1749, nella quale il Pontefice, nell'imminenza dell'Anno Santo del 1750, raccomanda che le Chiese siano ordinate e pulite, richiama l'attenzione sulle celebrazioni liturgiche, ed esorta il clero ad utilizzare musiche e canti adatti a suscitare la devozione dei fedeli.

## Fonte
- Tutte le encicliche e i principali documenti pontifici emanati dal 1740. 250 anni di storia visti dalla Santa Sede, a cura di Ugo Bellocci. Vol. I: Benedetto XIV (1740-1758), Libreria Editrice Vaticana, Città del Vaticano 1993